# Trilacuna bangla
Espèce
Trilacuna bangla est une espèce d'araignées aranéomorphes de la famille des Oonopidae.

## Distribution
Cette espèce se rencontre en Inde dans le Nord du Bengale-Occidental, au Népal et en Chine au Tibet,.

## Description
Le mâle paratype mesure 1,89 mm et la femelle paratype 2,33 mm.

## Systématique et taxinomie
Cette espèce a été décrite par Grismado et Ramírez en 2014.

## Étymologie
Son nom d'espèce lui a été donné en référence au lieu de sa découverte, le Bengale.

## Publication originale
- Grismado, Deeleman-Reinhold, Piacentini, Izquierdo & Ramírez, 2014 : « Taxonomic review of the goblin spiders of the genus Dysderoides Fage and their Himalayan relatives of the genera Trilacuna Tong and Li and Himalayana, new genus (Araneae, Oonopidae). » Bulletin of the American Museum of Natural History, no 387, p. 1-108.